# Лакроз, Матурен Вейсьер де
Матурен Вейсьер де Лакроз (Ла-Кроз) (фр. Mathurin Veyssière de La Croze; 4 декабря 1661, Нант — 21 мая 1739, Берлин) — французский востоковед-арменовед, лингвист, бенедиктинец.
Был профессором французского коллежа в Берлине.
Впервые составил словарь коптского языка, изданный в 1775 после его смерти.
Владел латинским, немецким, армянским, рядом семитских и славянских языков.
Переводил с армянского языка. Армянский перевод Библии назвал «королевой переводов». 